# Синарна
Сина́рна — село в Україні, в Оратівській селищній громаді Вінницького району Вінницької області. Розташоване на обох берегах річки Синарна (притока Собу) за 20 км на південний захід від смт Оратів та за 9 км від станції Оратів. Населення становить 319 осіб (станом на 1 січня 2018 р.).

## Історія
12 червня 2020 року, відповідно розпорядження Кабінету Міністрів України № 707-р «Про визначення адміністративних центрів та затвердження територій територіальних громад Вінницької області», село увійшло до складу Оратівської селищної громади.
19 липня 2020 року, в результаті адміністративно-територіальної реформи та ліквідації Оратівського району, село увійшло до складу Вінницького району.

## Пам'ятки
- Чагарник — ботанічний заказник місцевого значення.
- Синарна — гідрологічний заказник місцевого значення.

## Населення

### Мова
Розподіл населення за рідною мовою за даними перепису 2001 року:
| Мова       | Кількість | Відсоток |
| ---------- | --------- | -------- |
| українська | 327       | 99.7%    |
| російська  | 1         | 0.3%     |
| Усього     | 328       | 100%     |

## Відомі люди
- Дашкевич Ярослав Михайлович (1995—2018) — солдат Збройних сил України, учасник російсько-української війни.
- Тарнавський Георгій Степанович  — радянський державний діяч
- Ямковий Зіновій (1886-1954) — сотник Армії УНР.

## Галерея

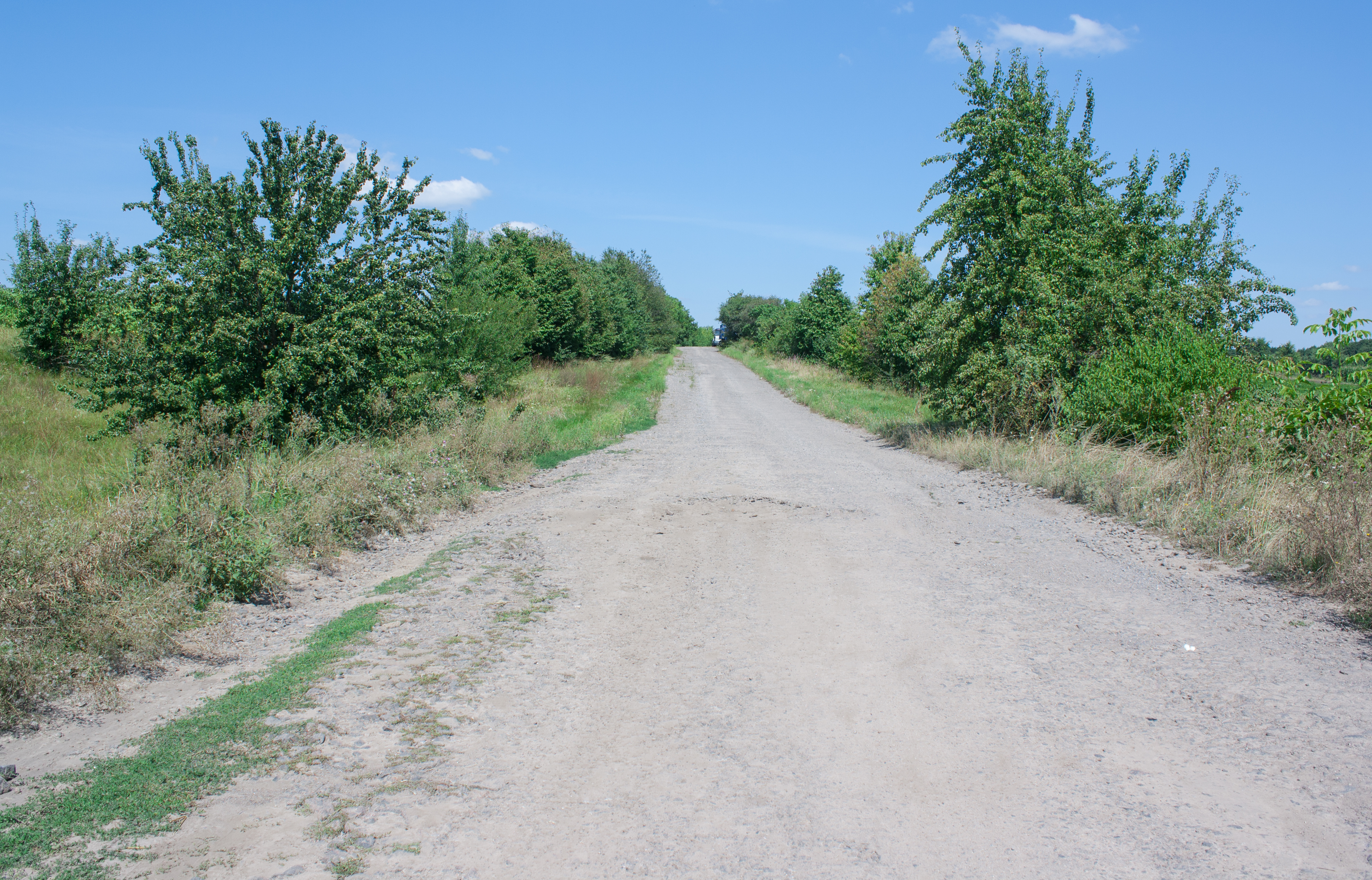
В'їзд у село
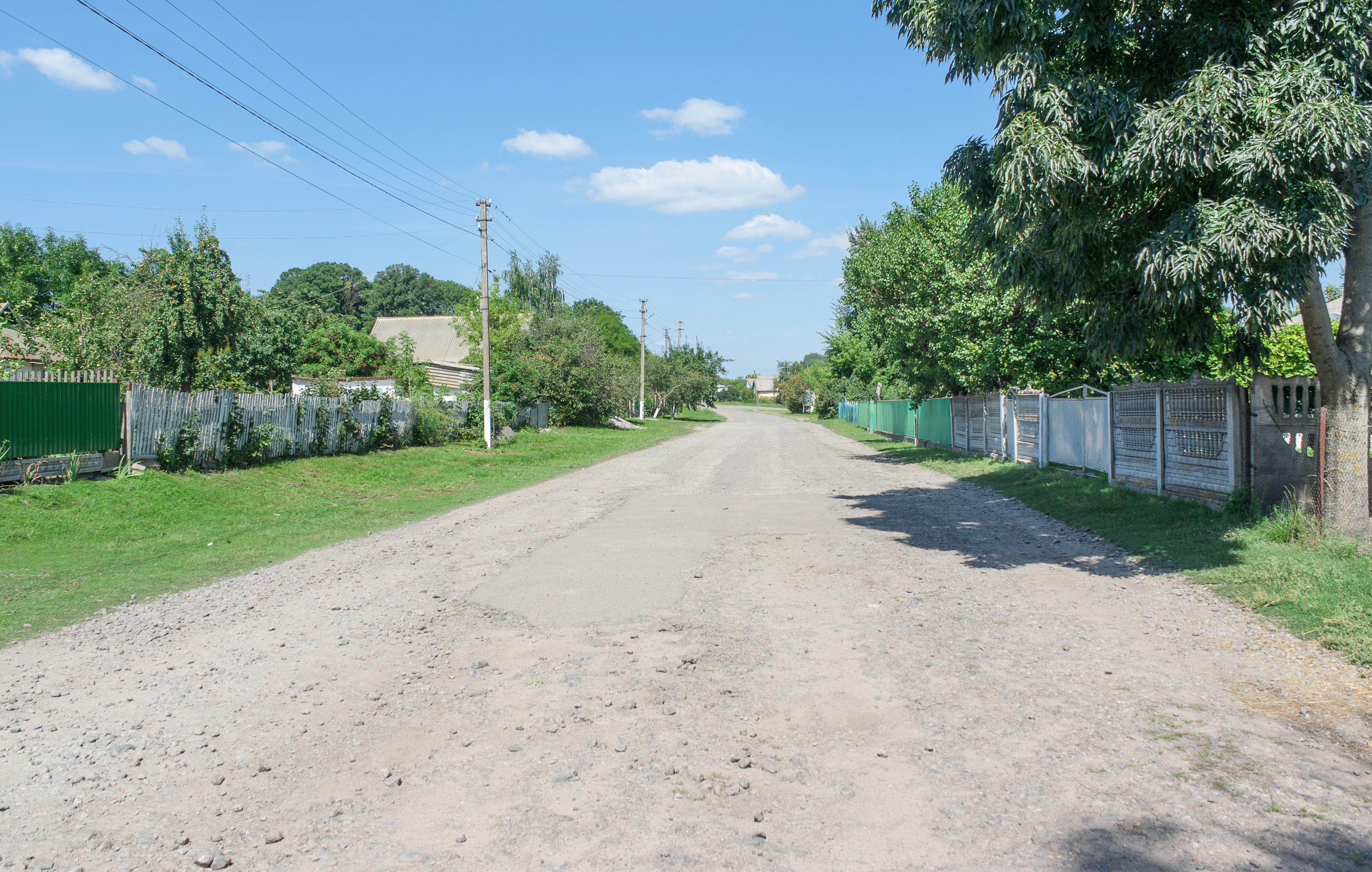
Вулиця
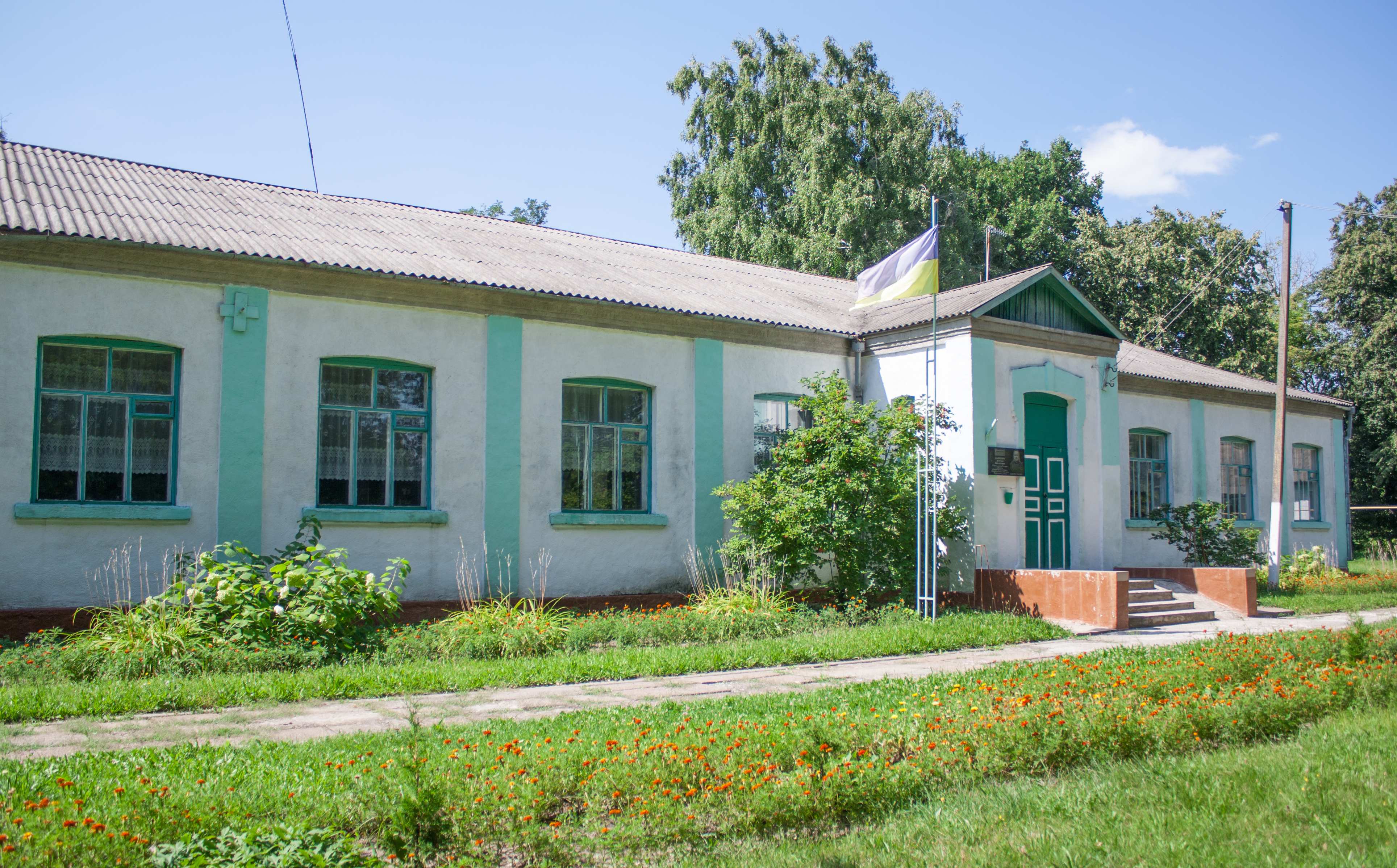
Школа
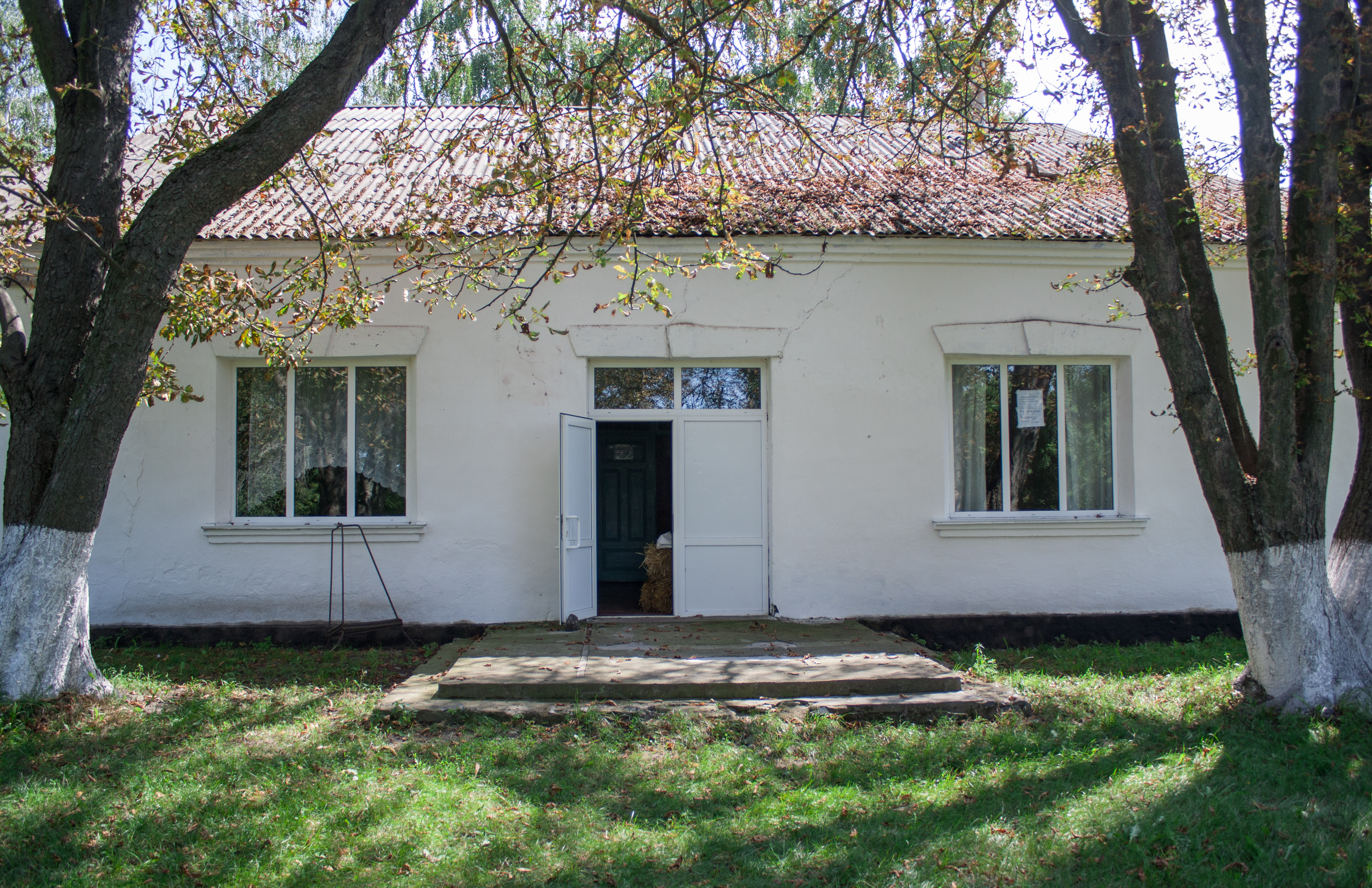
Клуб
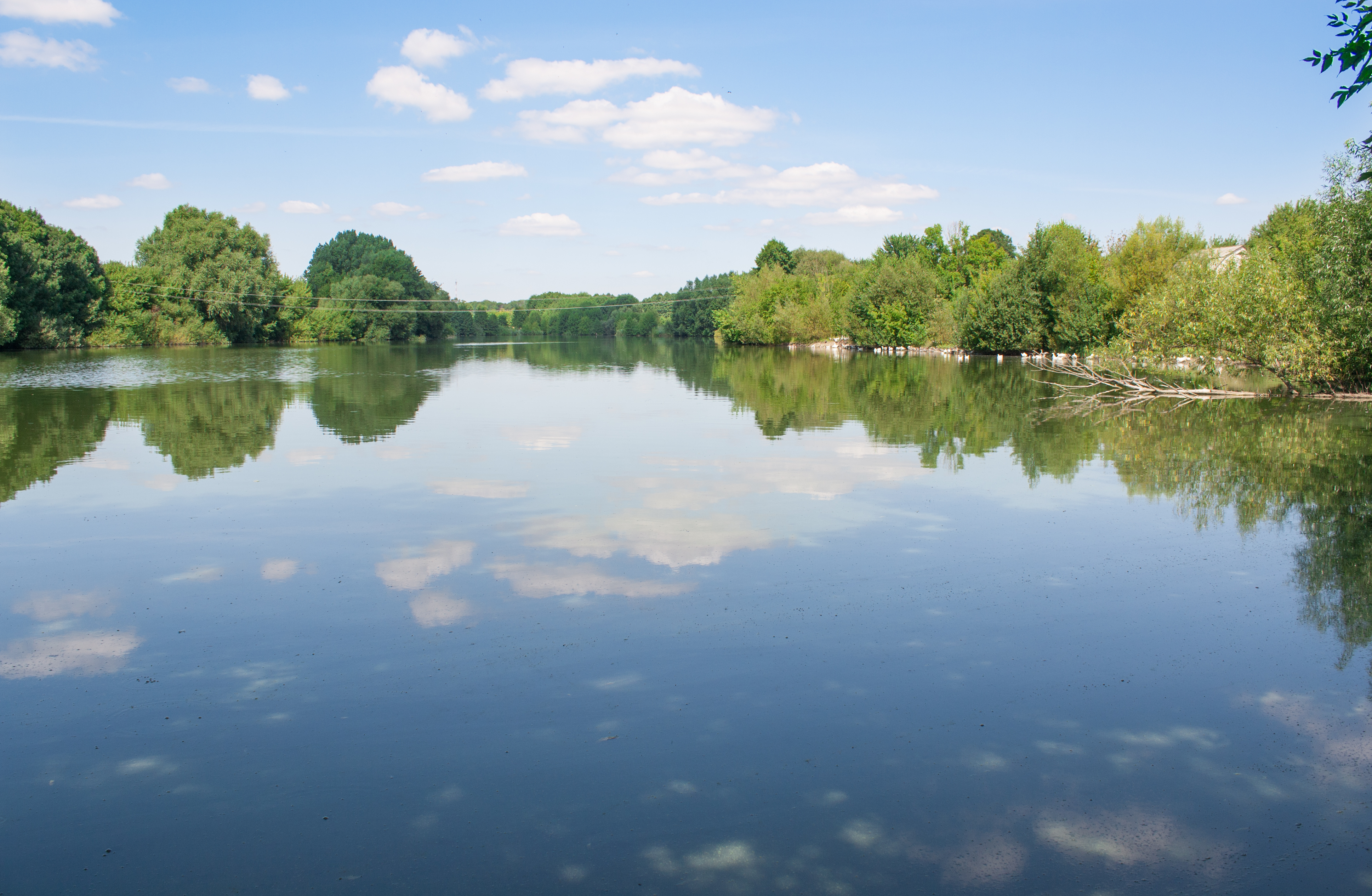
Ставок на річці Синарна
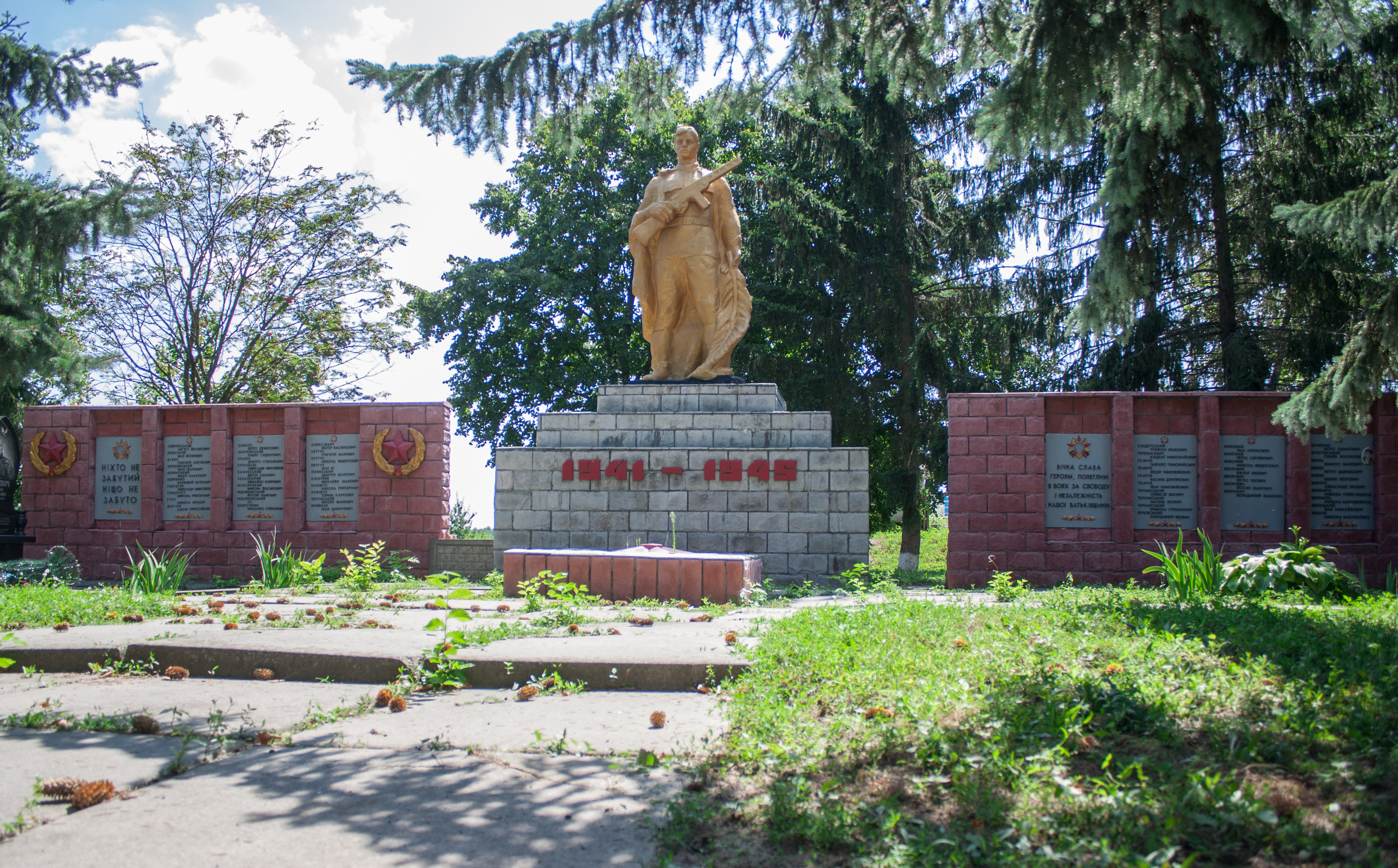
Пам'ятник воїнам-односельчанам